# Alexandre Astruc
Alexandre Astruc (13 tháng 7 năm 1923 tại Paris – 19 tháng 5 năm 2016, là đạo diễn điện ảnh, diễn viên và nhà văn người Pháp.
Trước khi trở thành nhà đạo diễn phim, ông đã từng là nhà báo, nhà văn và nhà phê bình điện ảnh. Là bạn của Boris Vian, Alexandre Astruc thường tiếp xúc giao du với những nhà văn theo chủ nghĩa hiện sinh ở khu Saint-Germain-des-Prés. Ông bắt đầu làm đạo diễn điện ảnh từ năm 1948 với cuốn phim ngắn Ulysse ou les Mauvaises Rencontres.
Ông cũng là người đưa ra khái niệm caméra-stylo trên tạp chí L'Écran français.
Ông đã đoạt Giải René Clair của Viện Hàn lâm Pháp năm 1944.

## Danh mục phim
- 1949: Ulysse ou les Mauvaises Rencontres (Aller et retour), phim ngắn
- 1952: Le Rideau cramoisi, theo truyện ngắn Les Diaboliques của Jules Barbey d'Aurevilly
- 1955: Les Mauvaises Rencontres
- 1958: Une vie theo truyện của Guy de Maupassant
- 1961: La Proie pour l'ombre
- 1962: L'Éducation sentimentale theo truyện của Gustave Flaubert
- 1964: Le Puits et le pendule, phim ngắn (TV)
- 1965: Évariste Galois, phim ngắn
- 1966: La Longue Marche
- 1968: Flammes sur l'Adriatique
- 1973: Tập La Lettre volée trong loạt phim truyền hình Les Grands Détectives
- 1976: Sartre par lui-même, phim tài liệu
- 1978: Louis XI ou La naissance d'un roi (phim truyền hình)
- 1979: Louis XI ou Le pouvoir central (phim truyền hình)
- 1980: À une voix près... ou La naissance de la IIIe république (phim truyền hình)
- 1980: Arsène Lupin joue et perd (phim truyền hình nhiều tập)
- 1981: Tập La chute de la maison Usher trong loạt phim truyền hình Histoires extraordinaires
- 1989: Une fille d'Ève, phim truyền hình theo tiểu thuyết của H. de Balzac
- 1993: Albert Savarus, chuyển thể từ tiểu thuyết của Honoré de Balzac

## Diễn viên
- 1949: Rendez-vous de juillet của Jacques Becker
- 1949: La Valse de Paris của Marcel Achard
- 1957: Amour de poche của Pierre Kast
- 1974: La Jeune fille assassinée của Roger Vadim
- 1985: Cinématon #605 của Gérard Courant

## Danh mục sách
- 1945: Les Vacances, Nhà xuất bản Gallimard
- 1975: Ciel de cendres, Nhà xuất bản Le Sagittaire

## Giải thưởng
- Giải René Clair của Viện Hàn lâm Pháp năm 1944
- Giải Louis Delluc năm 1952